# ФК Ковачевац
ФК Ковачевац је фудбалски клуб из Ковачевца, Општина Младеновац, и тренутно се такмичи у Првој Београдској лиги група Ц, петом такмичарском нивоу српског фудбала.